# Бромоетан
Бромоетан (бромистий етил, етілбромід) {\displaystyle {\ce {C2H5Br}}} — прозора безбарвна або злегка жовтувата токсична рідина з запахом хлороформу.

## Отримання
При промисловому виробництві бромистий етил отримують з етилену :
{\displaystyle {\mathsf {CH_{2}{=}CH_{2}+HBr\ {\xrightarrow {\ \ \ }}\ CH_{3}{-}CH_{2}{-}Br}}.}
У лабораторних умовах брометил отримують дією бромоводня на етанол . Найчастіше бромоводень отримують in situ з броміду калію і сірчаної кислоти :
{\displaystyle {\mathsf {2KBr+H_{2}SO_{4}\ {\xrightarrow {}}\ 2HBr+K_{2}SO_{4}}},}
{\displaystyle {\mathsf {CH_{3}CH_{2}{-}OH+HBr\ {\xrightarrow {H_{2}SO_{4}}}\ CH_{3}CH_{2}{-}Br+H_{2}O}}.}
Інші лабораторні методи:
{\displaystyle {\mathsf {CH_{3}CH_{2}{-}OH+PBr_{3}\ {\xrightarrow {\ \ \ }}\ CH_{3}CH_{2}{-}Br+P(OH)_{3}}},}
{\displaystyle {\mathsf {CH_{3}CH_{2}{-}OH+PBr_{5}\ {\xrightarrow {\ \ \ }}\ CH_{3}CH_{2}{-}Br+PO(OH)_{3}+HBr}}.}
Способи отримання, які рідко використовуються на практиці:
{\displaystyle {\mathsf {CH_{3}{-}CH_{3}+Br_{2}\ {\xrightarrow {h\nu }}\ CH_{3}CH_{2}{-}Br+HBr}},}
{\displaystyle {\mathsf {CH_{3}CH_{2}{-}COOAg+Br_{2}\ {\xrightarrow {\ \ \ }}\ CH_{3}CH_{2}{-}Br+CO_{2}+AgBr}}.}

## Фізичні властивості
Брометил — прозора безбарвна або злегка жовтувата рідина з запахом хлороформу . Під дією світла і повітря (кисню) легко розкладається, тому його слід зберігати в герметично закупорених темних склянках.

## Хімічні властивості
У воді, як і інші галогеноалкани, повільно гідролізується :
{\displaystyle {\mathsf {CH_{3}CH_{2}Br+H_{2}O\rightleftharpoons \ CH_{3}CH_{2}{-}OH+HBr}}.}
З водними лугами взаємодія йде швидше і двома шляхами:
{\displaystyle {\mathsf {CH_{3}CH_{2}Br+NaOH\ {\xrightarrow {\ H_{2}O\ \ }}\ CH_{3}CH_{2}{-}OH+NaBr}},}
{\displaystyle {\mathsf {CH_{3}CH_{2}Br+NaOH\ {\xrightarrow {\ alcohol\ \ }}\ CH_{2}{=}CH_{2}+NaBr+H_{2}O}}.}

## Застосування
Застосовується в медичній промисловості, у виробництві етилової рідини, як хім сировині органічного синтезу, а також в якості робочої речовини або компонента в автоматичних системах пожежогасіння, наркотик з вузьким терапевтичний діапазоном, викликає ушкодження міокарда .

## Токсичність
Бромоетан в великих кількостях дуже токсичний. При гострому отруєнні спостерігаються наркотичний стан, тахікардія, ціаноз, колапс . ЛК 50: 36 мг / л (білі миші, експозиція 2 год.), 53 мг / л (білі щури, експозиція 4 год.) .